# 2013 en Inde
Chronologie de l'Inde
- 2009
- 2010
- 2011
- 2012
- 2013
- 2014
- 2015
- 2016
- 2017

Cette page concerne les évènements survenus en 2013 en Inde :

## Évènement
- 6 janvier-28 octobre : Escarmouches à la frontière indo-pakistanaise (en)
- 8 mars : Manifestations de 2013 contre le Sri Lanka (en), mouvement étudiant.
- 15 avril-5 mai : Incursion de Depsang (en) : incursion de troupes chinoises dans la vallée de Depsang Bulge (en).
- 27 septembre : Effondrement d'édifices de Bombay
- 4 octobre : Cyclone Phailin
- 5-13 octobre : Mysore Dasara (en), 403e édition du gala annuel de la fête royale, spectacle d'apparat et de tradition qui se tient dans la ville de Mysore, au Karnataka.

## Cinéma
- 20 janvier : 58e cérémonie des Filmfare Awards

### Sorties de films
- Aashiqui 2
- Aatma
- Alpha et Oméga 2 : une nouvelle aventure
- Avant l'aube
- Bangles
- Besharam
- Bhaag Milkha Bhaag
- Bombay Talkies
- Bullett Raja
- Chennai Express
- Commando A One Man Army
- Dhoom 3
- Go Goa Gone
- The Good Road
- Goopi Gawaiya Bagha Bajaiya
- High Power
- Ishkq in Paris
- Kadal
- Krrish 3

## Littérature
- Aalohari Anandam (en), roman de Sarah Joseph.
- Pour quelques milliards et une roupie (en), roman de Vikas Swarup.
- Ajaya: Roll of the Dice (en), roman d'Anand Neelakantan (en).
- Che in Paona Bazaar (en), roman de Kishalay Bhattacharjee (en).
- Cobalt Blue (en), roman de Sachin Kundalkar (en).

## Sport
- Championnat d'Inde de football 2012-2013
- Championnat d'Inde de football 2013-2014
- 7-17 mars : Championnats d'Asie de cyclisme à New Delhi.
- 3-7 juillet : Championnats d'Asie d'athlétisme à Pune.
- 14-18 octobre : Open d'Inde de snooker à New Delhi.
- 7-28 novembre : Championnat du monde d'échecs
- 31 décembre 2012-6 janvier : Tournoi de tennis de Madras

## Décès
- Haradhan Bandopadhyay (en), acteur.
- M. S. Gopalakrishnan, violoniste.
- Salik Lucknawi (en), poète et journaliste.
- Shikaripura Ranganatha Rao, archéologue.
- P. B. Sreenivas (en), chanteur.